# Friedrich Karl Möhl
Friedrich Karl Möhl (* 10. Oktober 1875 in München; † 9. Dezember 1957 in Geisenbrunn; Pseud. Friedrich Karl) war ein deutscher Journalist und Schriftsteller. 

## Leben
Friedrich Karl Möhl studierte nach dem Abitur 1895 am Wilhelmsgymnasium München Jura, Philosophie und Staatswissenschaften. 1903 schloss er sein Studium mit der Promotion ab. Ab 1904 war er Redakteur bei der Memminger Zeitung, ab 1905 bei den Münchner Neuesten Nachrichten. Nach dem Ersten Weltkrieg wurde er Chefredakteur der München-Augsburger Abendzeitung. Außerdem war er als Leiter der Literaturabteilung der Münchner Lichtspielkunst AG (Emelka, die heutige Bavaria Film) und als Redakteur für weitere Zeitungen tätig. Neben seiner journalistischen Arbeit verfasste Möhl auch Gedichte, Theaterstücke, Erzählungen sowie Romane.

## Werke
- Die Vorläufer der heutigen Organisation der öffentlichen Armenpflege in München. Dissertation. Bamberg: Handels-Dr. 1903.
- Testament des neuen Glaubens. Bamberg: Handels-Dr. 1903.
- Idni und Naama's Liebesfeste. München/Leipzig: Universal-Verlag 1924.
- Der Höllenrachen (Gola dell'inferno). München: E.Reinhardt 1927.
- Heimgarten der schönsten Gesittung. Deutsche Gedanken und Gedichte. Würzburg: Echter-Verlag 1936.
- Hundert Jahre Krauss-Maffei München. München: Oldenbourg 1937.